# Hypna globosa
Hypna globosa är en fjärilsart som beskrevs av Butler 1866. Hypna globosa ingår i släktet Hypna och familjen praktfjärilar. Inga underarter finns listade i Catalogue of Life.